# 화도 나들목
화도 나들목(Hwado IC)은 경기도 남양주시 화도읍 차산리에 설치된 서울양양고속도로의 2번 교차로이다. 나들목 진출입로 및 요금소는 화도읍 창현리, 녹촌리와 접하고 있으며, 마석리 택지지구와 화도읍내로 진출할 수 있다. 국도 제46호선을 이용하여 평내·호평지구로도 갈 수 있다. 인근에 경춘선 마석역이 있다.

## 연혁
- 2005년 3월 26일 : 나들목 신설을 위해 남양주시 도시계획시설 교통광장에 화도읍 차산리 일원을 고시[1]
- 2009년 7월 15일 : 서울양양고속도로 서울 ~ 춘천 구간 개통과 함께 영업 개시[2]

## 구조물 정보
- 위치: 경기도 남양주시 화도읍 차산리
- 영업소: 경기도 남양주시 화도읍 폭포로 137-50

## 접속하는 도로
- 국도 제46호선 (신경춘로)
- 지방도 제387호선 (수레로)
- 간접 연결 : 국가지원지방도 제86호선 (수레로, 차산1교삼거리 이용)

## 교통량 정보
| 요금소        | 통행량 (대/일) | 통행량 (대/일) | 통행량 (대/일) | 통행량 (대/일) | 통행량 (대/일) | 통행량 (대/일) | 통행량 (대/일) | 통행량 (대/일) | 통행량 (대/일) | 통행량 (대/일) | 각주  |
| 요금소        | 2009년         | 2010년         | 2011년         | 2012년         | 2013년         | 2014년         | 2015년         | 2016년         | 2017년         | 2018년         | 각주  |
| ------------- | -------------- | -------------- | -------------- | -------------- | -------------- | -------------- | -------------- | -------------- | -------------- | -------------- | ----- |
| 화도 (폐쇄식) | 9,390          | 13,687         | 15,090         | 15,058         | 15,641         | 16,790         | 5,011          | 2,802          | 3,263          | 3,774          | [ 3 ] |
| 요금소        | 2019년         |                |                |                |                |                |                |                |                |                | [ 3 ] |
| 화도 (폐쇄식) | 4,702          |                |                |                |                |                |                |                |                |                | [ 3 ] |